# Sono un disertore
Sono un disertore (This above All) è un film del 1942 diretto da Anatole Litvak.

## Trama
Nel 1940, durante la guerra, Prudence Cathaway, rampolla di una famiglia aristocratica britannica decide, dopo la resa della Francia all'invasione nazista, di arruolarsi volontaria nel corpo ausiliario femminile della RAF.
Qui una sua commilitona le fa conoscere Clive Briggs, e fra i due inizia una storia d'amore. Prudence e Clive trascorrono una settimana di vacanza sulla costa inglese della Manica, e vengono raggiunti da Monty, un militare in licenza amico di Clive, che, vincendo la riservatezza di quest'ultimo, racconta a Prudence della medaglia che era stata destinata a Clive per la sua azione durante l'evacuazione di Dunkerque. Ma il motivo principale della visita di Monty sta nel chiedere a Clive di ritornare al reggimento, poiché la sua assenza si era protratta ben oltre il previsto, e, nonostante la benevolenza del comandante, Clive stava rischiando di essere accusato di diserzione.
Clive spiega a Prudence i motivi del proprio rifiuto della guerra: ovvero la convinzione che alle classi subalterne poco avrebbe giovato continuare a combattere per una causa che a tutta prima non avrebbe fatto altro che rendere più forte la posizione egemone dell'alta società (di cui Prudence stessa faceva parte). Prudence non nega la realtà della diseguaglianza sociale presente in Gran Bretagna, ma mette l'accento sul fatto che, allo stato attuale delle cose, la priorità era sconfiggere il nemico, poiché solo in tal modo i problemi esistenti avrebbero potuto essere affrontati in prima persona dagli inglesi.
Nella notte Clive decide di riunirsi alle forze armate, o, in altri termini (poiché il provvedimento contro di lui per diserzione era stato ormai preso), di costituirsi, e lascia l'albergo in cui si trovava con Prudence, lasciando una lettera di addio per la giovane. Nella notte egli attraversa una zona messa in allarme dalle voci di una possibile presenza di una spia tedesca, e sfugge ad un posto di blocco. Da allora, e per i giorni seguenti, privo di documenti e braccato, incontra diverse persone, da un contadino che gli si oppone, ad un'infermiera che gli cura una ferita, ad un ministro anglicano che lo consiglia saggiamente, prima di riuscire a chiamare al telefono Prudence proponendole un appuntamento a Charing Cross, Londra, per contrarre matrimonio prima di consegnarsi alle autorità. Ma a quel punto viene intercettato e catturato dai militari, e portato in caserma.
L'ufficiale in carico concede a Clive un paio d'ore, perché egli riesca a recarsi all'appuntamento con Prudence, prima di far ritorno al comando. Ma Clive non può ritornare, perché a Londra viene sorpreso da un raid aereo tedesco: un edificio è in fiamme, ed egli vi penetra per portare in salvo una bambina, ma rimane sepolto dalle macerie.
Prudence ha aspettato invano a lungo nel luogo dell'appuntamento. Torna a casa, e chiede aiuto a suo padre Roger, medico, al quale non è difficile rintracciare il luogo di degenza di Clive. All'operazione al cranio cui Clive deve venir sottoposto partecipa lo stesso Roger. Il giorno dopo l'intervento, in ospedale, dopo un ulteriore bombardamento nemico, Clive, in un momento di lucidità, e Prudence, si sposano; ma la prognosi, per Clive, rimane riservata.

## Produzione
Il film fu prodotto dalla Twentieth Century Fox Film Corporation. Robert Kane appare come direttore di produzione non accreditato.

## Distribuzione
Distribuito dalla Twentieth Century Fox Film Corporation, uscì nelle sale cinematografiche USA il 12 maggio 1942.
Nel 2008, ne fu distribuita una versione in DVD dalla Twentieth Century Fox Home Entertainment.

## Riconoscimenti
- Premio Oscar
  - Oscar alla migliore scenografia